# Z.P.G.
Z.P.G. (curt per "Zero Population Growth", "creixement de població zero") és una pel·lícula danesa-americana distòpica de ciència-ficció dirigida per Michael Campus i protagonitzada per Oliver Reed i Geraldine Chaplin. Es va inspirar en el llibre de no-ficció més venut de 1968 The Population Bomb, per Paul R. Ehrlich. La pel·lícula es refereix a una terra futura sobrepoblada el govern mundial de la qual executa aquells que violen la prohibició de 30 anys de tenir fills. Filmada a Dinamarca, la pel·lícula està gairebé completament lligada amb una direcció d'art dissenyada per reflectir un futur descarat i opressiu.

## Argument
Ambientada en el futur, la Terra s'ha contaminat greument (la gent ha de portar màscares de respiració quan es troben fora) amb una sobrepoblació greu que afecta els recursos utilitzables. A causa de la capa gruixuda de fum permanent que s’ha instal·lat sobre les desagradables ciutats que ara cobreixen tota la superfície de la Terra, tots els animals, fins i tot les mascotes domèstiques comunes, s’extingeixen; La gent menja pasta de colors brillants amb contenidors de plàstic. Per reduir la població mundial, el govern mundial decreta que no pot néixer cap nen durant els propers 30 anys. La ruptura d’aquesta llei tindrà com a resultat una pena de mort tant per als pares com per al nounat. El rentat cerebral i la substitució per robots s’utilitzen per acabar l’anhel dels nens, amb la pena de mort posant-los sota una cúpula de plàstic i sufocats fins a la mort. Les parelles d’edat fèrtil visiten “Babyland” i se’ls dona a la vida infantil animatrònica.
Russ (Oliver Reed) i Carol McNeil (Geraldine Chaplin) treballen en un museu recreant la vida al segle xx. Carol està desesperada per un nen i quan se queda embarassada evita que la màquina d’avortament instal·lada al bany interrompi l'embaràs. Després del naixement del nen, la parella ha de protegir el nadó de ser descobert. Una vegada que Carol decideix incomplir la llei i tenir un nadó, no sols han d'evitar la vigilància de els autoritats, sinó una possible denúncia dels veïns i els descobrissin 
Quan els veïns George (Don Gordon) i Edna Borden (Diane Cilento)) descobreixen el nadó, inicialment s'ofereixen a ajudar-los a ocultar el nadó, però aviat es converteixen en un problema, ja que els Borden volen compartir el nadó com si es tractés d’un cotxe nou. Els McNeils i els Bordens comencen a lluitar pel nadó i els Bordens busquen mantenir el nen per ells. Finalment, els McNeils són capturats i confinats a dels domicilis d'execució de l'estat, però la parella, juntament amb el nadó, intenta escapar-se excavant sota terra, fent un pas per túnels enfosquits en una bassa cap a una illa remota on no hi ha visible pol·lució. Tot i això, tota l’illa pot estar en estat radioactiu, ja que s’utilitzava per enterrar antics míssils nuclears el 1978.

## Repartiment
- Oliver Reed - Russ McNeil
- Geraldine Chaplin - Carol McNeil
- Don Gordon - George Borden
- Diane Cilento - Edna Borden
- David Markham - Doctor Herrick
- Bill Nagy - El President
- Sheila Reid - Mary Herrick
- Aubrey Woods - Doctor Mallory
- Wayne Rodda - Metromart Salesman
- Ditte Maria Wiberg - Operador de pantalla
- Birgitte Federspiel - Psiquiatre

## Novel·lització
La pel·lícula es va fer a partir d’un guió original de Frank de Felitta i Max Ehrlich, inspirat en The Population Bomb de Paul Ehrlich. "Un any abans del llançament de la pel·lícula, Max Ehrlich va publicar la novel·la de ciència-ficció, The Edict, basada en el guió.
A la novel·la, els recursos terrestres s’han tensat fins al límit i, a moltes parts del món, el canibalisme i els disturbis alimentaris són habituals. Buscant una solució a aquesta crisi, els líders del Govern Mundial es reuneixen en sessió d’emergència. Els seus ordinadors passen per milers de dades i els informes són més que desconcertants: són esgarrifosos. El creixement de la població és impensable, i els líders es conformen amb l'única solució possible, que aviat és anunciada pel satèl·lit del Govern Mundial:
| « | "Atenció tots els ciutadans. Aquest és un edicte de Worldgov. En interès d'equilibrar la població i preservar el subministrament d'aliments, el naixement de qualsevol nadó està prohibit durant els propers trenta anys. Qualsevol home i dona que conceben i tenir un fill durant aquest període serà mort per l'estat. Qualsevol nen concebut serà considerat un fill fora de la llei i també serà liquidat. Hi haurà vigilància constant de la Policia Estatal i una gran recompensa en calories addicionals per a qualsevol ciutadà que informi de la presència d’un fill il·legal. Això és tot.." | » |

## Premis
Geraldine Chaplin va rebre el premi a la millor actriu a la V Setmana Internacional de Cinema Fantàstic i de Terror.